# Nishi Shiki
O Nishi Shiki (Sistema de saúde Nishi) consiste numa série de exercícios físicos destinados a activar certas funções corporais, propostos por Katsuzō Nishi em 1927.
Tomando como base a obra Ido Kyakushu (Cem Poemas Sobre a Arte de Cura Japonesa) e utilizando-se de teorias médicas de diversas partes do mundo, Nishi criou uma ciência de cura e preservação da saúde segundo a qual, para manter o equilíbrio, o homem deve trabalhar pele, nutrição, membros e mente conjuntamente, como um todo.[carece de fontes?]